# 伊斯拉普庫

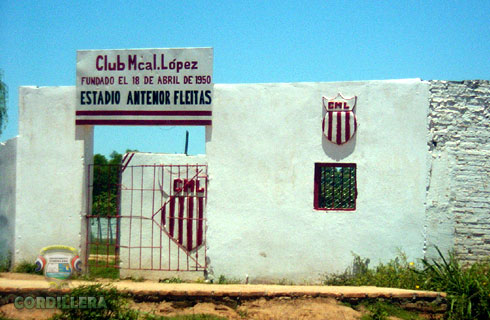

伊斯拉普庫（西班牙語：Isla Pucú），是巴拉圭的城鎮，位於該國中部，由科迪勒拉省負責管轄，距離亞松森84公里，面積91平方公里，海拔高度120米，2002年人口7,935，人口密度每平方公里87.2人。